# Venantia Otto
Venantia Otto (* 22. Oktober 1987 in Windhoek, Südwestafrika) ist ein namibisches Fotomodell.

## Leben
2006 gewann Otto im südafrikanischen Sun City die Wahl zum Face of Africa (deutsch Gesicht Afrikas), einem der bedeutendsten Schönheitswettbewerbe des Kontinents. Sie konnte sich insgesamt gegen 6000 Kandidatinnen aus 12 Ländern durchsetzen. Neben dem Titel brachte ihr dieser Erfolg auch 10.000 US-Dollar und einen mit 150.000 US-Dollar dotierten dreijährigen Model-Vertrag bei der Agentur Elite Model in New York ein.
Vor ihrer Wahl zum Gesicht Afrikas hatte Venantia Otto keine Model-Erfahrungen. Sie ist nach Benvinda Mudenge die zweite Wettbewerbsgewinnerin des seit 1998 stattfindenden Model-Wettbewerbs aus Namibia.

## Filmografie
Darüber hinaus übernahm sie eine Hauptrolle in dem Film Nama von Nikunja, der im April 2008 erstmals in Windhoek der Öffentlichkeit präsentiert wurde. Im Mai 2008 wurde der Film bei den Internationalen Filmfestspielen von Cannes gezeigt.